# Nationale Progressive Front (Irak)

Flagge der Baath-Partei, des Seniorpartners in der Koalition

Die Nationale Progressive Front (arabisch الجبهة الوطنية التقدمية, DMG al-Ǧabha al-Waṭaniyya at-Taqaddumiyya, englisch National Progressive Front), auch Nationale Fortschrittsfront genannt, war eine Koalition zwischen der regierenden Baath-Partei, Kommunisten und mehreren Blockparteien im Irak. Sie bestand von 1973/74 bis 1979/80 und lehnte sich an die Nationale Progressive Front in Syrien an, welches durch die syrische Baath-Partei regiert wird. Durch die sollte im Land, das von der Baath-Partei regiert wurde, ein Mehrparteiensystem eingeführt werden. Im Kommandorat waren allerdings keine Nichtbaathisten vorhanden.

## Struktur und Mitglieder

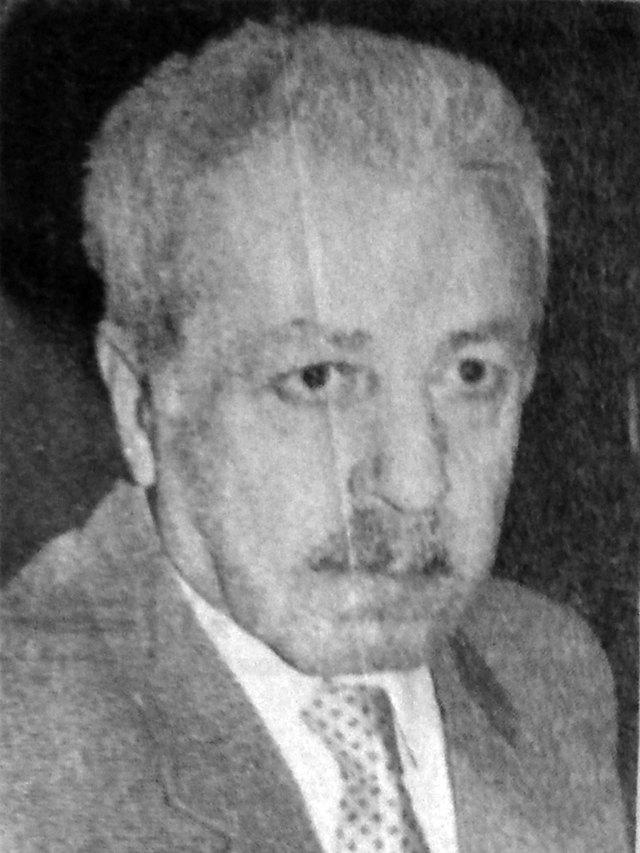
Haschim Aqrawi war Generalsekretär des proirakischen Flügels der Demokratischen Partei Kurdistans und führte sie in die Nationale Front

Bereits am Vorabend der Machtübernahme der irakischen Baath-Partei im Juli 1968 hatte Fuad ar-Rikabi für eine Koalition aus Nasseristen, linken Baathisten (prosyrischer Flügel der irakischen Baath) und Kommunisten geworben. Er wurde jedoch verhaftet und kam 1971 im Gefängnis ums Leben.
Kommunistische Einzelpersönlichkeiten als Staatsminister im irakischen Kabinett hatte es schon ab Mai 1972 gegeben. Nach Abschluss des irakisch-sowjetischen Freundschaftspaktes von 1972 begann auch die irakische Baath-Führung, die bisher verfolgte Irakische Kommunistische Partei einzubinden. 1973 wurde eine formale Koalition vereinbart, die Demokratische Partei Kurdistans zerbrach jedoch an der Frage einer Regierungsbeteiligung. Ubaidallah Barzani, der älteste Sohn des Parteigründers, gründete eine rivalisierende Parteiführung und wurde Staatsminister in Bagdad (1974–1980). Hinter weiteren DPK-Abspaltungen standen zumeist nur kurdische Einzelpersönlichkeiten.
Der 1974 formal gebildeten Progressiven Patriotischen Nationalen Front (al-Dschabha al-Wataniyya al-Qaumiyya al-Taqaddumiyya, Abkürzung PPNF) gehörten neben der irakischen Baath-Partei an:
- Irakische Kommunistische Partei (seit 1979/80 stattdessen Irakische Kommunistische Avantgarde-Organisation)
- Demokratische Partei Kurdistans (Neo-KDP, proirakische Fraktion unter Haschim Aqrawi, Ubaidullah Barzani und Ahmad Muhammad Said al-Atrushi)
- Kurdische Revolutionäre Partei (DPK-Abspaltung unter Abd as-Sattar Sharif und Ibrahim Tahir Salam)
- Bewegung Progressiver Kurden (weitere DPK-Abspaltung unter Abdullah Ismail Ahmad)
- Bewegung unabhängiger Demokraten (1975 hinzugenommen)
- Bewegung progressiver Nationalisten (1975 hinzugenommen)

Offenbar (so Sluglett) hatten sich die Kommunisten dem Glauben hingegeben, die Baath-Partei nach links ziehen zu können. Wie in Syrien war den nichtbaathistischen Parteien verboten, Agitation in den Streitkräften und Sicherheitsorganen zu betreiben. 1976 wurde ein Gesetz verabschiedet, das eine solche nichtbaathistische Agitation in den Streitkräften unter Todesstrafe stellte, und 1978 wurden mehrere Kommunisten hingerichtet, die versucht hatten, eine Parteizelle in der Armee zu bilden. Nach dem Austritt der Kommunisten wurde die Führung der Nationalen Front 1980 erneut anders zusammengesetzt. Eine Splittergruppe der Irakischen Kommunistischen Partei – die Irakische Kommunistische Avantgarde-Organisation – hielt jedoch an der Zusammenarbeit mit der Baath-Partei fest und war bis 2003 mit einem Abgeordneten im Parlament vertreten.
Trotz einiger kommunistischer und kurdischer Minister in der irakischen Zentralregierung wurde jedoch kein nichtbaathistisches Mitglied der Nationalen Front jemals in der Revolutionären Kommandorat, die eigentliche Führung des Irak, aufgenommen.